# Klubi Futbollistik Dukagjini Klinë
Il Klubi Futbollistik Dukagjini Klinë, meglio noto come Dukagjini, è una società calcistica del Kosovo con sede a Klinë. Fondata nel 1958, milita nella Superliga e Futbollit të Kosovës, la massima serie del campionato di calcio del Kosovo.
Il nome deriva da Lekë Dukagjini, condottiero albanese che combatté contro l'Impero ottomano e che istituì il Kanun: il più importante codice di leggi dell'Albania settentrionale.

## Storia
Il club viene fondato nella città di Klinë nel 1958. Fin dalla fondazione milita nelle serie inferiori del campionato jugoslavo, dove viene nominato come FK Dukađini. Negli anni '90 milita nella massima serie kosovara, al tempo terza divisione della Unione di Serbia e Montenegro, anche se più come "corpo estraneo", dato che le squadre vincitrici rifiutano l'accesso alle divisioni superiori.
I biancoverdi vincono il campionato nella stagione 1993–94 e subito dopo anche la Supercoppa del Kosovo 1994 (dopo i tiri di rigore contro il Prishtina). Inoltre raggiunte due volte la finale della Coppa del Kosovo, venendo sconfitto da Prishtina (0–1 nel 1995) e Flamurtari (1–2 nel 1996).
Nei primi 15 anni del XXI secolo, scende nelle serie inferiori ove rimane fino al 2018, quando ritorna nella massima serie, ora chiamata Superliga. Nel 2023 viene anche l'esordio nelle coppe europee con la partecipazione alla UEFA Europa Conference League 2023-2024, ove esce al secondo turno preliminare per mano del Rijeka.

## Strutture

### Stadio
Il club disputa le gare interne allo Stadiumi 18 Qershor (Stadio 18 giugno).
Per le gare europee contro Europa FC e Rijeka, i biancoverdi hanno utilizzato lo Stadio Fadil Vokrri della capitale Pristina.

## Palmarès

### Competizioni nazionali
- Campionato kosovaro: 1

1993-1994
- Supercoppa del Kosovo: 1

1994

### Altri piazzamenti
- Coppa del Kosovo:

Finalista: 1994-1995, 1995-1996, 2020-2021

## Statistiche e record

### Statistiche nelle competizioni UEFA
Tabella aggiornata alla stagione 2024-2025.
| Competizione           | Partecipazioni | G | V | N | P | RF | RS |
| ---------------------- | -------------- | - | - | - | - | -- | -- |
| UEFA Conference League | 2              | 4 | 2 | 0 | 2 | 6  | 10 |

## Rosa
Aggiornato al 12 luglio 2023
| N. |                    | Ruolo | Calciatore       |
| -- | ------------------ | ----- | ---------------- |
| 1  | Kosovo (bandiera)  | P     | Altik Muhaxhiri  |
| 2  | Kosovo (bandiera)  | C     | Mhill Grabanica  |
| 3  | Kosovo (bandiera)  | D     | Arbër Shala      |
| 5  | Albania (bandiera) | D     | Elton Basriu     |
| 6  | Kosovo (bandiera)  | D     | Ilir Syla        |
| 7  | Kosovo (bandiera)  | A     | Granit Elezaj    |
| 8  | Kosovo (bandiera)  | C     | Dren Feka        |
| 9  | Brasile (bandiera) | A     | Marclei Santos   |
| 10 | Kosovo (bandiera)  | A     | Altin Mërlaku () |
| 12 | Kosovo (bandiera)  | P     | Granit Buqnica   |
| 14 | Albania (bandiera) | C     | Blerind Morina   |
| 17 | Kosovo (bandiera)  | C     | Gentrit Salihu   |
| 19 | Kosovo (bandiera)  | D     | Rinor Kuçi       |

| N. |                    | Ruolo | Calciatore       |
| -- | ------------------ | ----- | ---------------- |
| 21 | Kosovo (bandiera)  | C     | Vlerson Berisha  |
| 23 | Serbia (bandiera)  | C     | Iljasa Zulfiu    |
| 25 | Kosovo (bandiera)  | C     | Bujar Shabani    |
| 27 | Albania (bandiera) | A     | Ahmed Januzi     |
| 30 | Kosovo (bandiera)  | P     | Kenan Haxhihamza |
| 33 | Albania (bandiera) | A     | Progon Maloku    |
| 44 | Kosovo (bandiera)  | D     | Ardin Dallku     |
| 55 | Kosovo (bandiera)  | C     | Rion Selimi      |
| 88 | Kosovo (bandiera)  | C     | Dior Zabërgja    |
| 93 | Kosovo (bandiera)  | C     | Faton Neziri     |
| 95 | Brasile (bandiera) | C     | Iran Junior      |
| 96 | Brasile (bandiera) | D     | Vitor Hugo       |
| 99 | Kosovo (bandiera)  | A     | Çëndrim Kameraj  |

## Allenatori
- Xhengis Rexhepi (20/06/2019 - 27/10/2019)
- Severin Elezaj (28/10/2019 - 6/10/2020)
- Armend Dallku (8/10/2020 -)

## Coppe europee
| Stagione | Competizione                  | Turno                   | Avversario | Casa | Fuori | Totale |
| -------- | ----------------------------- | ----------------------- | ---------- | ---- | ----- | ------ |
| 2023–24  | UEFA Europa Conference League | 1º turno qualificazione | Europa FC  | 2–1  | 3–2   | 5–3    |
| 2023–24  | UEFA Europa Conference League | 2º turno qualificazione | Rijeka     | 0–1  | 1–6   | 1–7    |